# Odbor za zdravstvo, delo, družino in socialno politiko Državnega zbora Republike Slovenije
Odbor za zdravstvo, delo, družino in socialno politiko je bivši odbor Državnega zbora Republike Slovenije.
V 3. državnem zboru Republike Slovenije ga je nadomestil Odbor za zdravstvo, delo, družino, socialno politiko in invalide.

## Sestava
1. državni zbor Republike Slovenije
- izvoljen: 23. februar 1993
- predsednik: Štefan Kociper
- podpredsednik: Metka Karner-Lukač, Mateja Kožuh-Novak
- člani: Dušan Bavdel, Vida Čadonič-Špelič (do 31. oktobra 1994), Dragan Černetič, Miroslav Geržina (od 1. marca 1995), Benjamin Henigman, Janez Jug (29. oktober 1993-25. april 1995), Janez Kopač, Bojan Korošec, Rafael Kužnik, Andrej Lenarčič (do 31. januarja 1996), Irena Oman, Tone Partljič (do 31. januarja 1996), Miloš Pavlica, Matjaž Peskar (25. april 1995-19. julij 1996), Peter Petrovič (od 6. oktobra 1994), Janez Podobnik, Marijan Poljšak (od 31. januarja 1996), Janko Predan, Danica Simšič, Ivan Sisinger, Marjan Šetinc (do 29. oktobra 1993), Drago Šiftar (od 21. decembra 1995), Zoran Thaler (od 12. septembra 1996)

2. državni zbor Republike Slovenije
- izvoljen: 16. januar 1997
- predsednik: Majda Ana Kregelj - Zbačnik
- podpredsednik: Vincencij Demšar, Ivan Kebrič
- člani: Richard Beuermann (od 29. januarja 1998), Stanislav Brenčič, Franc Čebulj (do 17. decembra 1997), Mario Gasparini, Helena Hren - Vencelj, Bojan Kontič, Janez Kopač, Peter Lešnik, Miroslav Luci, Aleksander Merlo, Jože Možgan, Tone Partljič (do 29. januar 1998), Miran Potrč, Franc Pukšič (od 17. decembra 1997), Franci Rokavec, Bogomir Špiletič